# 243
Криза Римської імперії у 3 столітті. Правління малолітнього імператора Гордіана III. У Китаї триває період трьох держав, найбільшою державою на території Індії є Кушанська імперія, у Персії править династія Сассанідів.
На території лісостепової України Черняхівська культура. У Північному Причорномор'ї готи й сармати.

## Події
- Римське військо під проводом преторіанського префекта Тимосифея розбиває персів.
- Тимосифей помирає при загадкових обставинах.
- Гордіан III призначає новим преторіанським перефектом Філіппа Араба.
- Відправка посольства до Вей від Хіміко з дарами.

## Померли
- Тимосифей, радник імператора.